# Huang Jianjie
Huang Jianjie (en chino: 黄建杰; 26 de mayo de 2010) es un deportista chino que compite en saltos de plataforma. Ganó una medalla de oro en el Campeonato Mundial de Natación de 2024, en la prueba de plataforma 10 m sincro mixto.

## Palmarés internacional
| Campeonato Mundial | Campeonato Mundial | Campeonato Mundial | Campeonato Mundial           |
| Año                | Lugar              | Medalla            | Prueba                       |
| ------------------ | ------------------ | ------------------ | ---------------------------- |
| 2024               | Doha (Catar)       | Medalla de oro     | Plataforma 10 m sincro mixto |